# Långsjön (Silvbergs socken, Dalarna, 668603-147037)
Långsjön är en sjö i Borlänge kommun och Säters kommun i Dalarna och ingår i Dalälvens huvudavrinningsområde. Sjön har en area på 0,172 kvadratkilometer och ligger 207,2 meter över havet. Sjön avvattnas av vattendraget Tunaån (Flokån).

## Delavrinningsområde
Långsjön ingår i det delavrinningsområde (668698-147151) som SMHI kallar för Inloppet i Tunsan. Medelhöjden är 222 meter över havet och ytan är 2,84 kvadratkilometer. Räknas de 21 avrinningsområdena uppströms in blir den ackumulerade arean 125,09 kvadratkilometer. Tunaån (Flokån) som avvattnar avrinningsområdet har biflödesordning 2, vilket innebär att vattnet flödar genom totalt 2 vattendrag innan det når havet efter 242 kilometer. Avrinningsområdet består mestadels av skog (81 procent). Avrinningsområdet har 0,15 kvadratkilometer vattenytor vilket ger det en sjöprocent på 5,3 procent.